# Райріс-де-Вейга
Райріс-де-Вейга (ісп. Rairiz de Veiga) — муніципалітет в Іспанії, в автономній спільноті Галісія, провінція Оренсе, комарка Лімія . Площа муніципалітету — 72,11 км², населення муніципалітету — 1697 ос. (2009); густота населення —   23.53  осіб/км²
.

## Назва
- Райріс-де-Вейга (ісп. і гал. Rairiz de Veiga)

## Географія
Муніципалітет розташований на відстані близько 390 км на північний захід від Мадрида, 28 км на південь від Оренсе.

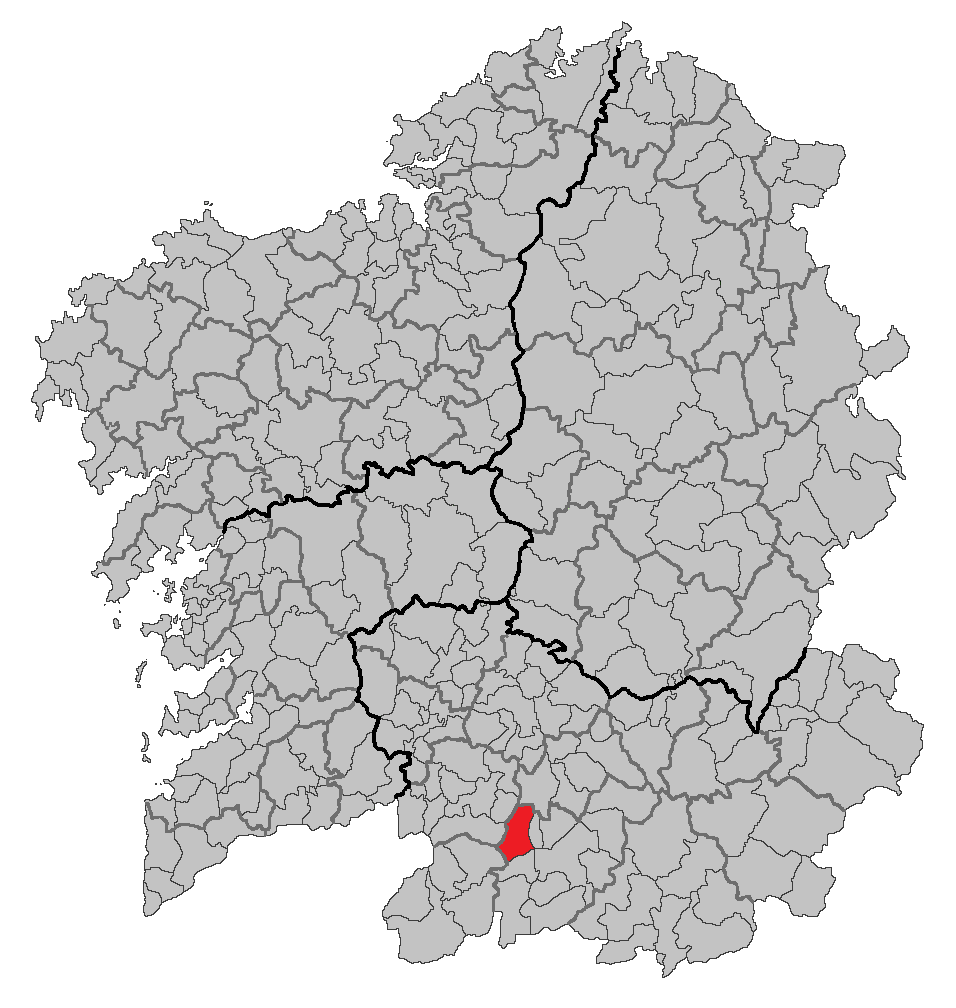
Розташування муніципалітету

## Історія
Між 1132 і 1135 роками, в ході португальсько-леонської війни, португальський граф Афонсу І захопив місцеву округу. Він спорудив Сельмеський замок, який укріпив залогою і провіантом перед поверненням до Португалії. У відповідь леонський король Альфонсо VII швидко зібрав війська із здобув цей замок за декілька днів.

## Парафії
Кандас, Конгостро, Гільяміль, Лампаса, Ордес, Райріс-де-Вейга, Сабаріс, Сапеаус.

## Демографія
Динаміка населення (INE ):

## Пам'ятки
- Руїни Сельмеського замку.
- Замок святого Михаїла.